# Angelos Anastasiou

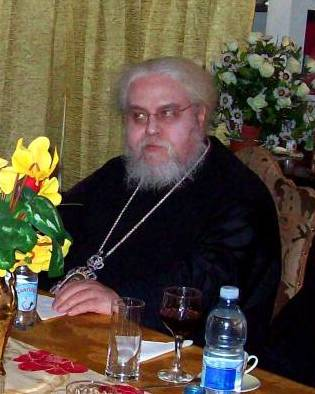
Angelos Anastasiou

Angelos Anastasiou (* 1950 in Griechenland; † April 2021) war leitender Metropolit der altkalendarischen Heiligen Metropolitansynode des väterlichen Kalenders der Kirche der wahren orthodoxen Kirche Griechenlands.

## Leben
Angelos Anastasiou absolvierte ein Studium der orthodoxen Theologie an der Universität in Athen. 1975 wurde er zum Diakon der orthodoxen Kirche von Griechenland geweiht, 1978 zum Priester.
1986 trat er zur altkalendarischen Heiligen Synode im Widerstand über und machte eine Ausbildung am Center for Traditionalist Orthodox Studies in Kalifornien. 1996 wurde er zum Bischof von Thessaloniki geweiht, 1997 zum Bischof von Avlona.
2002 trat er zur altkalendarischen Kirche der wahren orthodoxen Christen Griechenlands (Kallinikos-Synode) über, wo er Metropolit von Avlon und Böotien wurde.
2007 verließ er die Kirche wieder und gründete die Heilige Metropolitansynode des väterlichen Kalenders der Kirche der wahren Christen Griechenlands, der er danach als Metropolit von Avlona und Böothien vorstand. Die Kirche hat inzwischen Gemeinden auf vier Kontinenten, darunter in Deutschland das Kloster St. Gabriel in Altenbergen in Thüringen.